# 63.ª Brigada Mixta (Ejército Popular de la República)
La 63.ª Brigada Mixta fue una unidad del Ejército Popular de la República creada durante la Guerra Civil Española.

## Historial
La unidad fue creada en diciembre de 1936 a partir de los regimientos de milicias «Extremadura» n.º 1 y n.º 2, dentro de la llamada «Agrupación Tajo-Extremadura». El primer jefe de la unidad fue el teniente coronel de infantería José Ruiz Farrona, recayendo la jefatura de Estado Mayor en el comandante José Bertomeu Bisquert. Finalizado el periodo de formación Bartomeu asumió el mando de la 63.ª Brigada Mixta, mientras que el capitán Leandro Sánchez Gallego fue nombrado nuevo jefe de Estado Mayor. La 63.ª BM sería adjudicada a la 37.ª División del VII Cuerpo de Ejército.
La brigada estaba desplegada en el frente de Extremadura, tomando parte en diversas operaciones militares a lo largo del año 1937, entre las cuales destacaban el ataque sobre Villanueva del Duque el 13 de marzo —en plena batalla de Pozoblanco, el refuerzo de la 20.ª Brigada Mixta en las sierras de Morra de Vivares, Perolito y Suárez (el 7 de julio), o la ocupación de la Granja de Torrehermosa (el 17 de julio). El 5 de abril el 250.º Batallón asaltó Carrascalejo, localidad que logró conquistar pero que acabaría perdiendo tres días más tarde tras un contraataque franquista; como consecuencia de este fracaso el comandante de la brigada fue destituido, siendo sustituido por el mayor de milicias Joaquín Pérez Martín-Parapar.
En los primeros días de mayo, agregada a la 48.ª División del XVI Cuerpo de Ejército, la brigada fue enviada al frente de Levante, al sector de Segorbe. Para el 11 de junio la 63.ª Brigada Mixta se encontraba enfrascada en duros combates, defendiendo las carreteras de Alcora y Villafamés. La 63.ª BM sería retirada a retaguardia. Tras el comienzo de la batalla del Ebro, con el frente de Levante estabilizado, la unidad fue enviada nuevamente a Extremadura. Entre 12 y el 18 de agosto tomó parte en una operación sobre el Alto del Buitre, que conquistó y volvió a perder. El 15 de diciembre fue destinada para cubrir el frente de Hinojosa del Duque, donde permaneció hasta el final de la guerra.

## Mandos
Comandante
- teniente coronel José Ruiz Farrona;[2]
- comandante José Bertomeu Bisquert;
- mayor de milicias José Suárez Planería;
- mayor de milicias Antonio de Blas García;
- mayor de milicias Joaquín Pérez Martín-Parapar;

Comisarios
- Rodrigo León Ramos, de JSU-PSOE;[3]